# Ніколас Кристофілос
Ніколас Константин Кристофілос (грец. Νικόλαος Χριστόφιλος, 16 грудня 1916, Бостон — 24 вересня 1972) — греко-американський фізик. У 1949 році висунув принцип сильного фокусування. Зробив внесок у розвиток протонних лінійних прискорювачів і колективних методів прискорення. Сконструював установку з утримання гарячої плазми «Астрон».

## Біографія
Кристофілос народився у Бостоні, в сім'ї грецьких емігрантів Константина та Олени Кристофілос. У 1923 році сім'я повернулась до Греції. Кристофілос виріс у Греції, вступив до Афінського національного технічного університету у віці 18 років, здобув освіту з електротехніки та машинобудування, закінчив у 1938 році. Він залишався у Греції під час потрійної германо-італо-болгарської окупації країни, у роки Другої світової війни, працюючи в афінській компанії, що обслуговувала ліфти. Пізніше він заснував свою власну компанію з обслуговування ліфтів. Протягом усього цього періоду проявляв інтерес до фізики прискорювачів і фізики елементарних частинок, займався самоосвітою, читав доступні німецькі та американські публікації з цих тем.

## Сильне фокусування
У 1946 році Кристофілос самостійно розробив ідею синхротрона, але досить швидко з публікацій «Physical Review» дізнався про винахід принципу автофазування Векслером у 1944 році та Макмілланом у 1945 році. У 1948 році він відправив листа до Радіаційної лабораторії Каліфорнійського університету (тепер — Національна лабораторія ім. Лоуренса у Берклі) з пропозиціями щодо вдосконалення конструкції прискорювачів, зокрема використання фокусування пучка електростатичним полем, а також конструкцію синхротрона. Йому була відправлена докладна відповідь, в якій вказувались серйозні помилки у конструкції. Кристофілос продовжив працювати, у 1949 році він розробив принцип сильного фокусування та відправив новий лист у лабораторію. Цього разу листа залишили без відповіді. Пізніше співробітники лабораторії пояснювали, що через нестандартний матапарат самоучки вони просто не зрозуміли, що намагався донести до них Кристофілос.
Не дочекавшись відповіді, замість публікації у журналі, Кристофілос у 1950 році подав заявку на патент у США та Греції. Тому відкриття пройшло непоміченим, а через три роки сильне фокусування незалежно відкрили Ернст Курант, Мілтон Стенлі Лівінгстон і Гартланду Снайдер у 1952 році. Відкриття мало велике значення для будівництва нових великих прискорювачів для потреб фізики високих енергій, його дуже швидко застосували у прискорювачах БНЛ, Корнелла та CERNу .
У 1953 році Кристофілос приїхав до США, і, читаючи у Бруклінській бібліотеці «Physical Review», натрапив на статтю Куранта, Лівінгстона, Снайдера. Він вирішив, що його ідея була вкрадена, і одразу поїхав до БНЛ, щоб зустрітися з авторами. Після напружених дискусій було з'ясовано, що відкриття зроблено незалежно, але фізики Брукгейвена змушені були визнати пріоритет Кристофілоса. Також Кристофілос зустрівся з кількома членами Комісії з атомної енергії, які вивчили патент і виплатили йому $10000 за використання його ідеї. Це була велика сума, але економія при будівництві синхротронів, які сильно фокусують, дозволяла економити десятки мільйонів. Кристофілосу запропонували посаду у БНЛ, і він включився в роботу зі створення жорсткофокусуючого протонного синхротрона AGS на рекордну на той час енергію 28 ГеВ. За деякими свідченнями, лідери групи прискорювачів, зокрема Ернест Курант, були не дуже раді участі Кристофілоса у цих роботах.
У БНЛ Кристофілос брав участь у роботах зі створення протонного лінаку. Однак у 1956 році Кристофілос приєднався до Ліверморської національної лабораторії, щоб працювати над створенням реактора «Астрон». Ще у 1953 році на нараді проєкту «Шервурд» він запропонував свою конструкцію термоядерного реактора. Робота над цим реактором стала головною роботою Кристофілоса, яку він продовжував до смерті у 1972 році.

## Військові проєкти
У Ліверморській лабораторії Крістофілос працював над низкою військових проєктів. Він став членом консультативної групи JASON. Кристофілос, якого колеги називали «фабрикою ідей», теоретично передбачив, що ворожі ракети можна знешкодити у польоті, підірвавши над ними в космосі ядерні бомби, внаслідок чого високоенергетичні електрони з тимчасового «санітарного поясу» почнуть бомбардувати боєголовки ракет і чутливу електроніку. Теорію слід було з'ясувати в очолюваної Кристофілосом таємно проведеної операції «Аргос» (названої так на честь всевидячого стоокого стародавнього грецького бога Аргоса). Серія атмосферних ядерних вибухів, призначених для створення радіаційного поясу у верхніх шарах атмосфери Землі, мала стати захистом від радянських міжконтинентальних балістичних ракет. Проведений експеримент підтвердив висунуту теорію, і штучні пояси дійсно виникали після вибухів, що дозволило згодом говорити про операцію «Аргус», як про наймасштабніший науковий експеримент, який будь-коли проводили у світі.
У 1958 році Кристофілос запропонував використовувати хвилі наднизьких частот (англ. ELF — Extra Low Frequency) для зв'язку з підводними човнами, а потім (1959) винайшов конструкцію антени, яка стала практичною у застосуванні на цих частотах. Його ідеї були реалізовані ВМС США, які побудували величезний ELF передавач у Мічигані та Вісконсині, який складається з 56-мильної лінії електропередачі. Передавач забезпечував зв'язок з ядерними підводними човнами з 1985 до 2004 рік, але виявився надто затратним. Жителі цих штатів були незадоволені «залізним лісом», який, як вони вважали, шкідливо діє на їхнє здоров'я, і у 2004 році об'єкт закрили. Альтернативний підхід запропонував інший греко-американський фізик, Денніс Пападопулос, який працював тоді в Лабораторії військово-морських досліджень у Вашингтоні, використання електроджетів — потоків заряджених частинок в іоносфері, які можуть служити як віртуальні антени для передачі сигналів на наднизьких частотах.
У 1963 році Кристофілоса нагородили медаллю Елліота Крессона.